# Distretto del Champaran Occidentale
Il Champaran Occidentale è un distretto dell'India di 3 043 044 abitanti. Ha come capoluogo Bettiah.